# گئورک وارطان
گِئورک وارطان (به ارمنی: Գևորգ Վարդան) (زادهٔ ۱۹۶۹) نماینده ارمنی‌های تهران و شمال در دوره‌های هفتم (۲۰۰۴-۲۰۰۸)  و هشتم مجلس شورای اسلامی (۲۰۰۸-۲۰۱۲) بوده است.

## زندگی‌نامه
وی در ۱۹۶۹ (۱ فروردین ۱۳۴۸) در تهران وی تحصیلات ابتدایی را در مدرسهٔ ارامنهٔ «کوشش واچه هوسپیان» تهران گذراند و دوره راهنمایی را در سال ۱۹۸۳ (۱۳۶۲) در مدرسه ارمنی‌های «آلیشان» به پایان رساند. وی سپس وارد دبیرستان پسرانه «کوشش مریم ارامنه» و در سال ۱۹۸۷ (۱۳۶۶) در رشته ریاضی فارغ‌التحصیل شد.
عضو هیئت رئیسه کمیسیون صنایع و معادن مجلس شورای اسلامی تحصیلات عالی خود را بین سال‌های ۱۹۸۷–۱۹۹۳ (۱۳۶۶–۱۳۷۲) در دانشگاه علم و صنعت ایران و در رشته متالورژی با موفقیت سپری کرد و با رتبه مهندسی از آنجا فارغ‌التحصیل شد.
نماینده ارمنی‌های تهران و شمال در هفتمین دوره مجلس شورای اسلامی در زمان خدمت در عرصه صنعت به همراه شرکت ایساکو، در صنعت خودروسازی و عرصه تخصصی «تولید ناب» خدماتی را به بخش صنعتی کشور ارائه کرده است. مهندس وارطان به هنگام ترک مشاغل صنعتی خویش مدیر زنجیرهٔ تأمین مجموعه خودروسازی فوق بود. ایشان همچنین عضو انجمن مهندسین متالورژی ایران‌اند. او در ترکیب هیئتی عالی‌رتبه به همراه سید محمد خاتمی، در نخستین سفر عالی‌ترین مقام دولتی ایران به جمهوری ارمنستان بودند. گئورک وارطان همچنین با حفظ عضویت در گروه دوستی پارلمانی ایران و ارمنستان از سوی مجلس شورای اسلامی ضمن شرکت در گردهمایی شورای عالی نمایندگان ارامنه پارلمان‌های دنیا به عنوان نایب رئیس این شورای عالی نیز انتخاب شده‌اند.

## خلاصه متن نطق قبل از دستور در مجلس شورای اسلامی، ۳۰ فروردین ۱۳۸۴
بنده به صراحت اعلام می‌کنم، که ارمنیان از آغاز نهضت مردم انقلابی ایران، به رهبری بنیان‌گذار جمهوری اسلامی، امام راحل، تا به امروز همواره و حتی با وجود ناهمواری‌های سیاسی و اجتماعی در مقاطع مختلف زمانی، نه تنها در کنار مردم مسلمان ایران در راه حفظ استقلال از خون و جان و مال خود مایه گذاشته‌اند، بلکه کراراً خود منشأ خدمات ارزنده‌ای در عرصه‌های علمی، صنعتی، اقتصادی و فرهنگی بوده‌اند و در راه خود کفایی فناوری علمی، که به استقلال سیاسی کشور می‌انجامد، گام‌هایی به وسعت تاریخ تمدن خود برداشته‌اند.
من ارمنی مسیحی با شما برادر و خواهر گرامی مسلمان در چارچوب قانون نه تنها هیچ رجحان و تقدمی نسبت به یکدیگر نداریم، بلکه در سنگر ستیز علیه هر گونه قانون‌شکنی یا دشمن ستیزی یک تن واحدیم. همان گونه که چون یک تن واحد بیش از بیست و هفت سال متوالی در کنار هم از تمامیت ارضی و استقلال میهن، حیثیت و شرف و کیان کشورمان دلاورانه دفاع کرده‌ایم.
نمایندگان ارجمند ملت شریف ایران عمده مشکلات و مسائلی که برای جامعهٔ ارمنی ایران در روابط و مناسبات شخصی و عمومی و حتی اداری و دولتی وجود دارد، ناشی از عدم شناخت درست و کافی از جامعهٔ ما ارمنی‌ها از یک سو و غیبت عنصر درک متقابل فرهنگ‌ها، ارزش‌ها، مقدسات و سنت‌های یکدیگر از سوی دیگر است. گزافه نخواهد بود اگر بگویم که این گونه دیدگاه‌ها و پندارهای نادرست، علاوه بر کراهت مورد، زمینه‌ها و بسترهای لازم برای مشارکت عمومی را نیز به مخاطره می‌اندازد.
مسائلی همچون قصاص، ارث، شهادت و برخی موضوعات حقوقی و قضایی دیگر هنوز به قطعیت، حل و فصل نشده‌اند. لازمهٔ رفع این گونه مسائل کارشناسی همه جانبهٔ تخصصی با در نظر گرفتن مسائل سیاسی حاشیه‌ای و ملاحظات اجتماعی و جامعه شناختی است.

چه خوش خواهد شد تا با همت و هم فکری شما دوستان بزرگوار، یاری مسئولان محترم و عنایات ویژهٔ مقام معظم رهبری، همچنان که همواره شاهد آن بوده‌ایم، جوامع اقلیت‌های دینی بتوانند شیرینی و لذت برابری و مساوات را با افتخار به زیستن در کشوری مردم سالار و قانونمدار در هم‌آمیزند و از سد مسائل مورد اشاره بگذرند، همان‌طور که با همکاری مجلس ششم و حکم ولایتی آن رهبر فرزانه مشکلات مربوط به برابری دیه پشت سر گذاشته شد.
مبحث دوم که موضوع مورد پیگیری همهٔ ارمنیان جهان است و اساساً، با تولد هر نوزاد ارمنی لزوم رفع آن بیش از پیش اهمیت می‌یابد موضوعی است که قطعاً همکاران ارجمند از طرق مختلف و در سطوح متفاوت بدان آگاه‌اند، و آن نسل‌کشی ارامنه در سال ۱۹۱۵ میلادی است که نخستین قتل‌عام قرن بیستم نیز نامیده می‌شود.

این روزها مصادف است با نودمین سالگرد این فاجعهٔ وحشتناک، اگر همهٔ ملت‌ها و آزادگان جهان به تعهد انسانی خویش پایبند می‌بودند و جنایت‌های غاصبان و جانیان تاریخ را در مقاطعی از زمان که ضرورت تنبیه متجاوز لازم بود لااقل محکوم می‌کردند یقیناً هیچ‌گاه و در هیچ گوشهٔ پهنهٔ بیکرانی، که محضر خداست، هیچ گستاخی جسارت تجاوز به حقوق و جان و مال مستضعفی را نمی‌داشت.
فاجعهٔ نسل‌کشی ارمنیان ساکن در سرزمین‌های شرقی ترکیه فعلی که در ۲۴ آوریل ۱۹۱۵ میلادی (۱۲۹۴ خورشیدی) از سوی دولت ترک‌های جوان حکومت عثمانی به وقوع پیوست، از جمله جنایاتی است که به دلیل عدم مجازات بانیان امکان تکرار آن از سوی غاصبان و جنایتکاران در مقاطع مختلف و در هر گوشهٔ جهان وجود دارد.
از این رو حقیر و موکلانم از نمایندگان محترم مجلس شورای اسلامی و مسئولان آزادهٔ دولت جمهوری اسلامی ایران می‌خواهیم که در اجرای اصل یکصد و پنجاه و چهارم قانون اساسی و با توجه به سیاست‌های اتخاذ شدهٔ دولت، مبنی بر اصل اساسی حمایت از ملت‌های مستضعف و ستمدیده، که از اصول خدشه ناپذیر نظام جمهوری اسلامی ایران است، ما را در شناسانیدن این فاجعهٔ انسانی به جهانیان یاری کنند، همچنان که بسیاری از دولت‌ها و مجالس دنیا در تقبیح این واقعهٔ شوم با ارامنه اعلام هم دردی کرده‌اند.

تنها امید مادران جوانی که از ترس تجاوز جوخه‌های مرگ فرزند خردسال خود را در آغوش فشرده و به اعماق دره‌ها پرت می‌شدند این بود که نسل‌های آینده ظلمی را که بر آنان روا شد تقبیح کنند.
عیسی مسیح در انجیل به روایت متی باب۱۸، کلام ۱۰ می‌فرمایند:
«هرگز این کوچکان را حقیر نشمارید، بدانید که آنان نیز در عالم بالا فرشتگانی دارند که پیوسته در پیشگاه پدر آسمانی حاضرند».

## خدمات و فعالیت‌های او در جامعهٔ ارمنیان
- ریاست دوازدهمین مجمع نمایندگان شورای خلیفه‌گری ارمنی‌های تهران
- عضویت در شورای عالی پیش‌آهنگی مجموعه فرهنگی و ورزشی آرارات تهران
- هیئت‌های برگزارکننده آیین‌های سالروز نسل‌کشی ارمنیان
- هیئت‌های برگزارکننده مسابقات ورزشی سراسری ارامنه ایران (المپیک ارمنیان)
- شرکت در فعالیت‌های اجتماعی و خدماتی به جامعه ارمنی
- هیئت مدیره موسسه ترجمه و تحقیق هور
- شرکت در دومین همایش سراسری ارمنیان جماعت ارمنیان پراکنده در ایروان